# Terbi(III) iodide
Terbi(III) iodide (công thức hóa học: TbI3) là một hợp chất vô cơ.

## Điều chế
Terbi(III) iodide có thể được tạo ra bằng cách cho terbi phản ứng với iod.
2 Tb + 3 I
2  →  2 TbI
3
Một phương pháp khác là cho terbi và thủy ngân(II) iodide phản ứng ở nhiệt độ 500 °C.

## Cấu trúc
Terbi(III) iodide có cấu trúc tinh thể giống bismuth(III) iodide (BiI3), với sự phối trí bát diện của mỗi ion Tb3+ bởi 6 ion iodide.